# Mexico City Arena
Mexico City Arena (Arena Ciudad de México), ook bekend onder Arena CDMX, is een overdekte arena in Azcapotzalco, Mexico-Stad, Mexico . Er worden concerten, sportwedstrijden en andere evenementen georganiseerd. Het werd officieel geopend op 25 februari 2012. De totale kosten van de arena bedroegen 300 miljoen dollar. De arena heeft een maximale capaciteit van 22.300 toeschouwers, waarmee het de grootste arena is van Mexico. Het wordt beheerd door Zignia Live. Het is gelegen aan de Avenida de las Granjas, dicht bij het metrostation Ferrería, het treinstation Fortuna van de Suburban Railway en naast de TecMilenio Universiteit.

## Evenementen
In de arena vinden regelmatig boks-, mixed martial arts- en lucha libre -evenementen (professioneel worstelen) plaats. Ultimate Fighting Championships heeft twee pay-per-view-evenementen in de arena gehouden. Lucha Libre AAA Worldwide houdt sinds de twintigste editie in 2012 haar grootste jaarlijkse show, Triplemanía, in de arena. Ook de finale van Miss Universe 2024 vond plaats in de arena. 

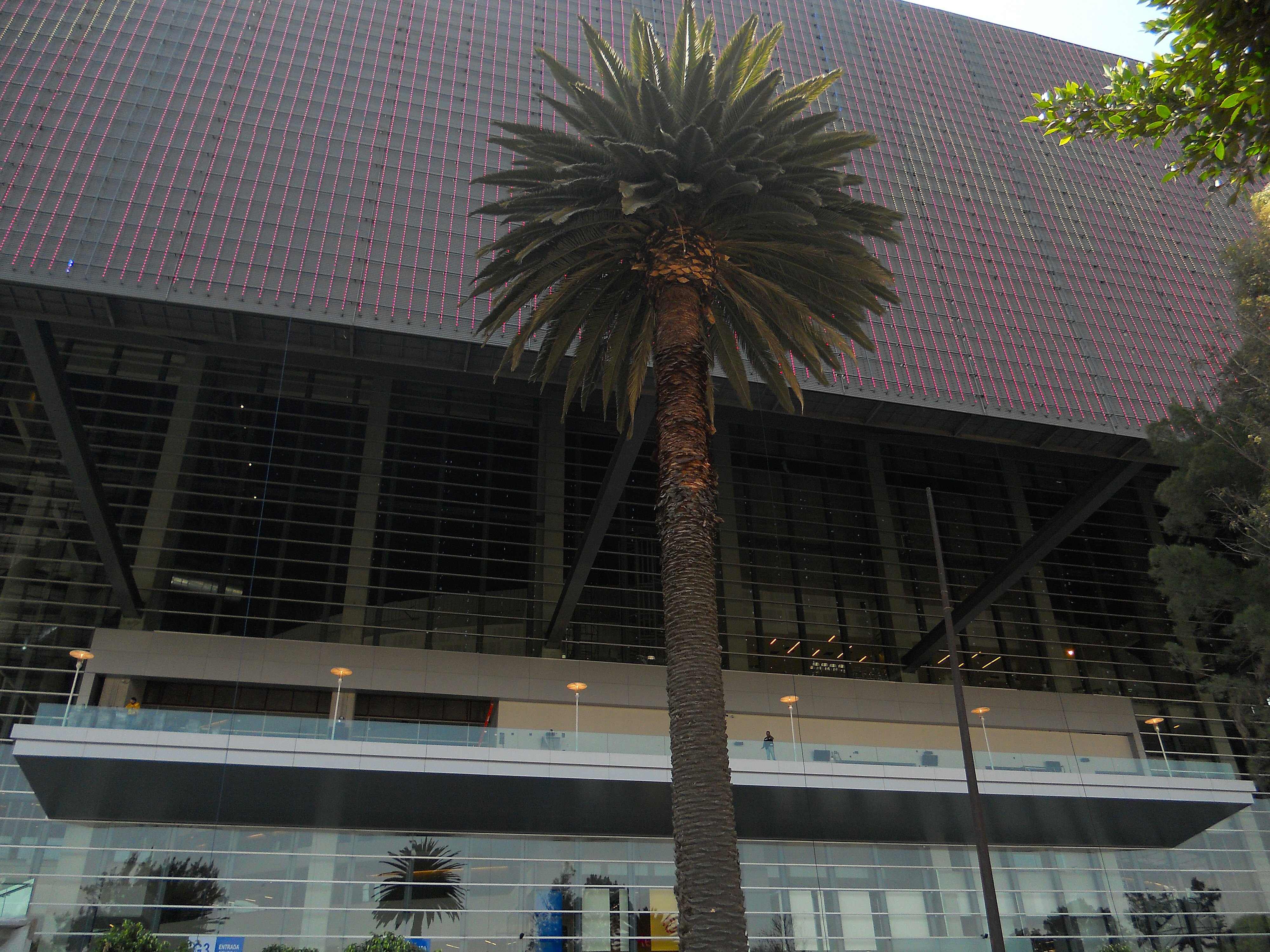
Hoofdingang, barterras en buiten-LED-scherm
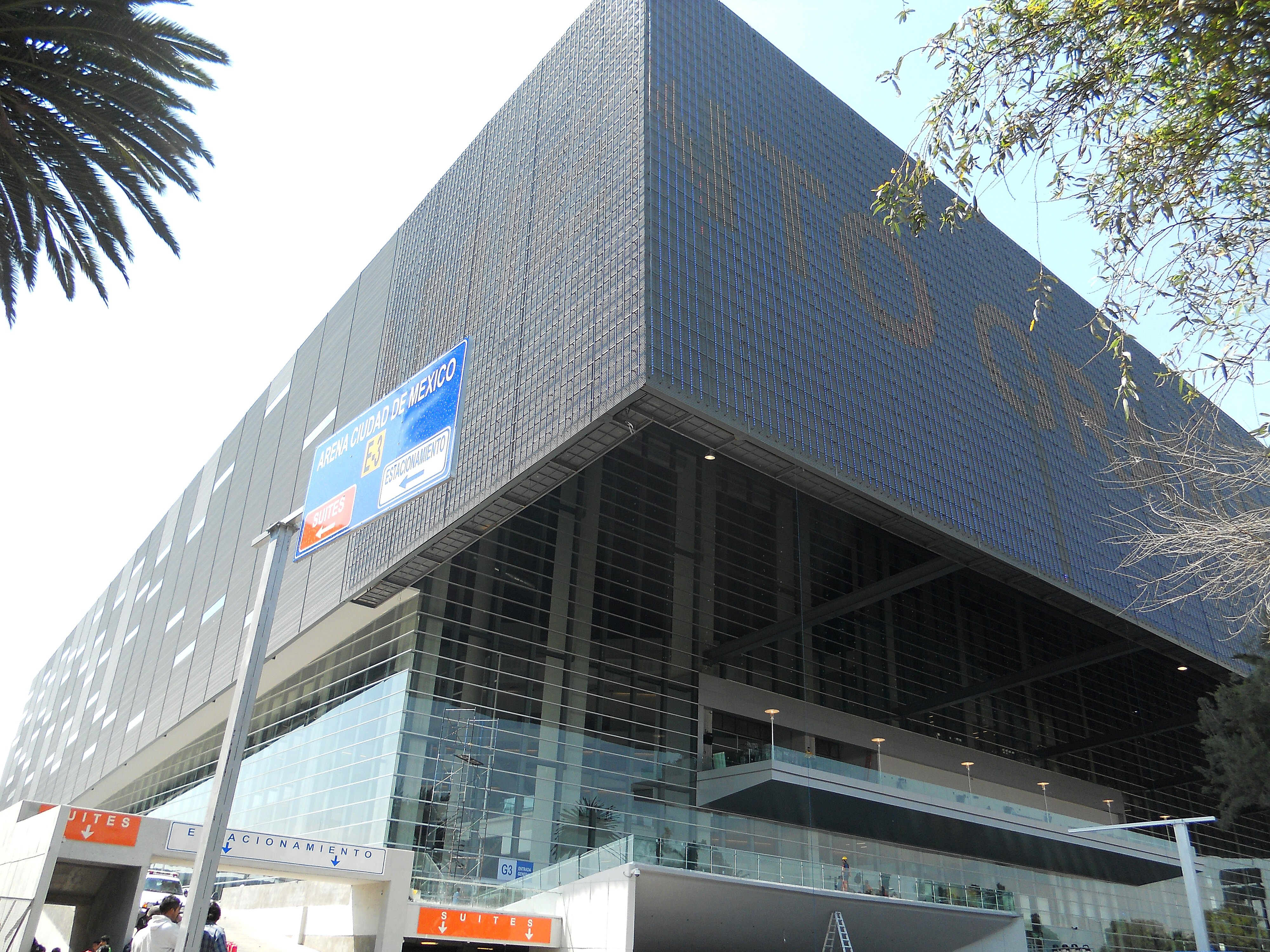
Buitenaanzicht van de Arena
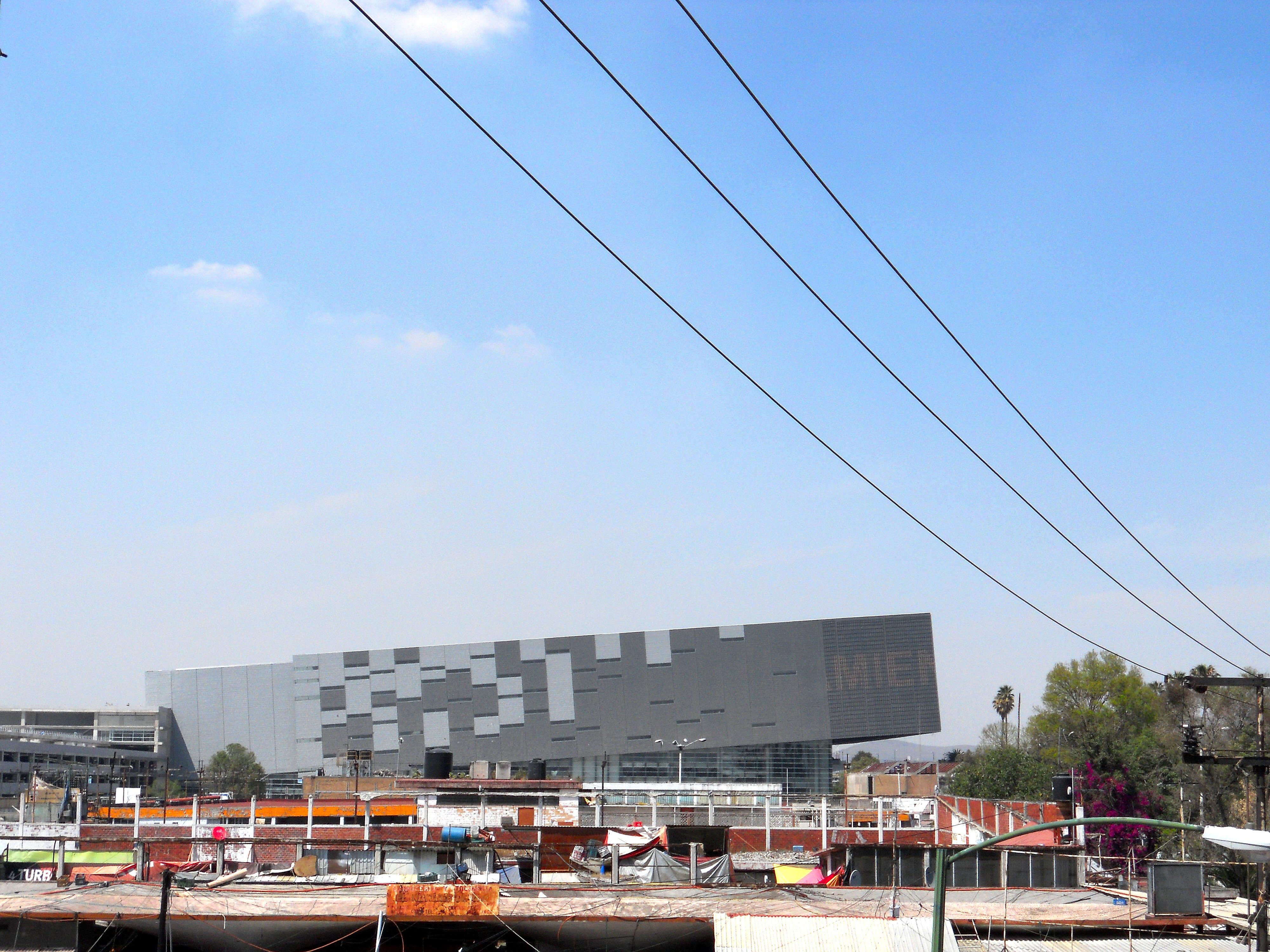
De Arena vanaf een voetgangersbrug
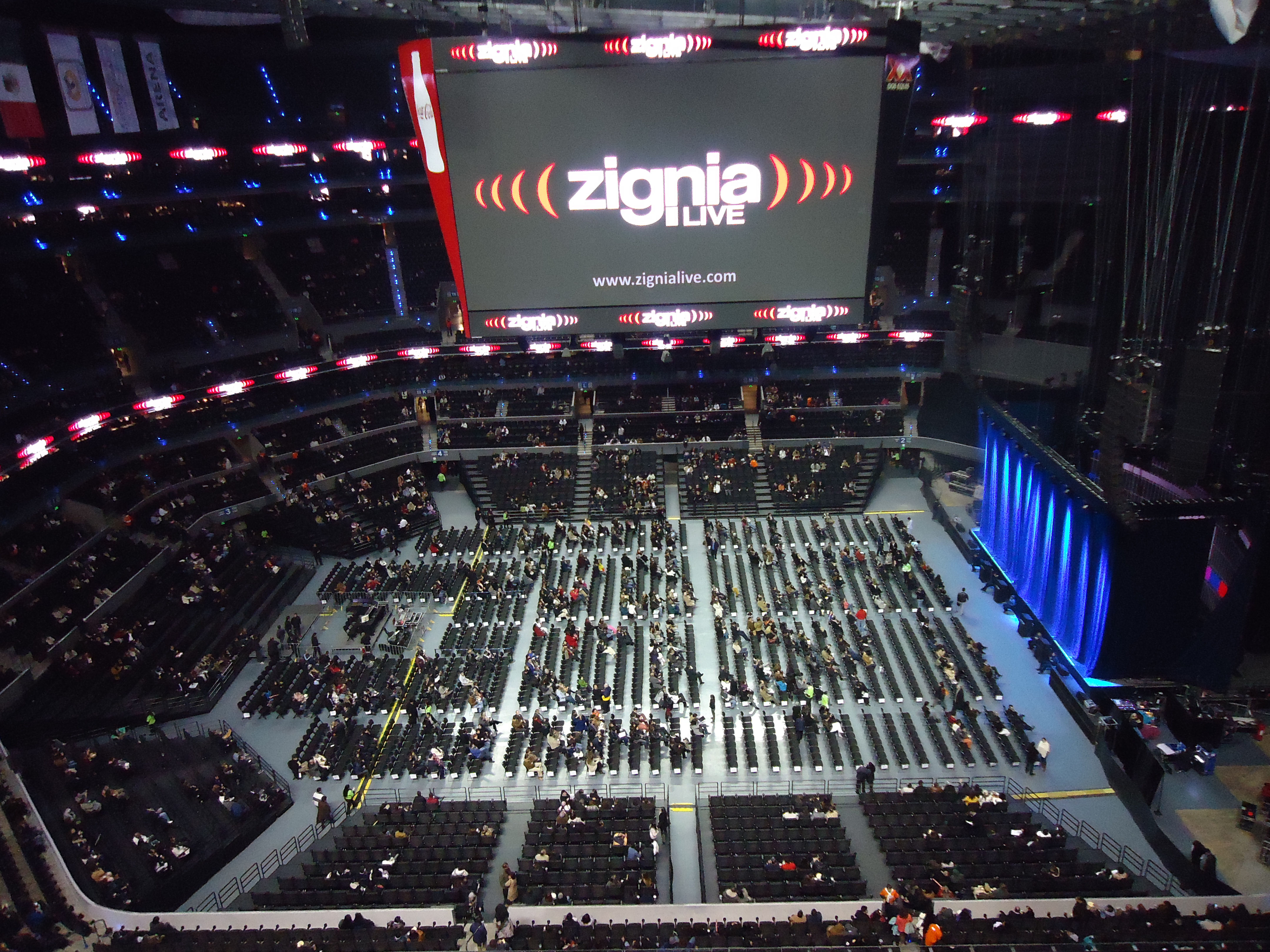
Binnenaanzicht van de Arena
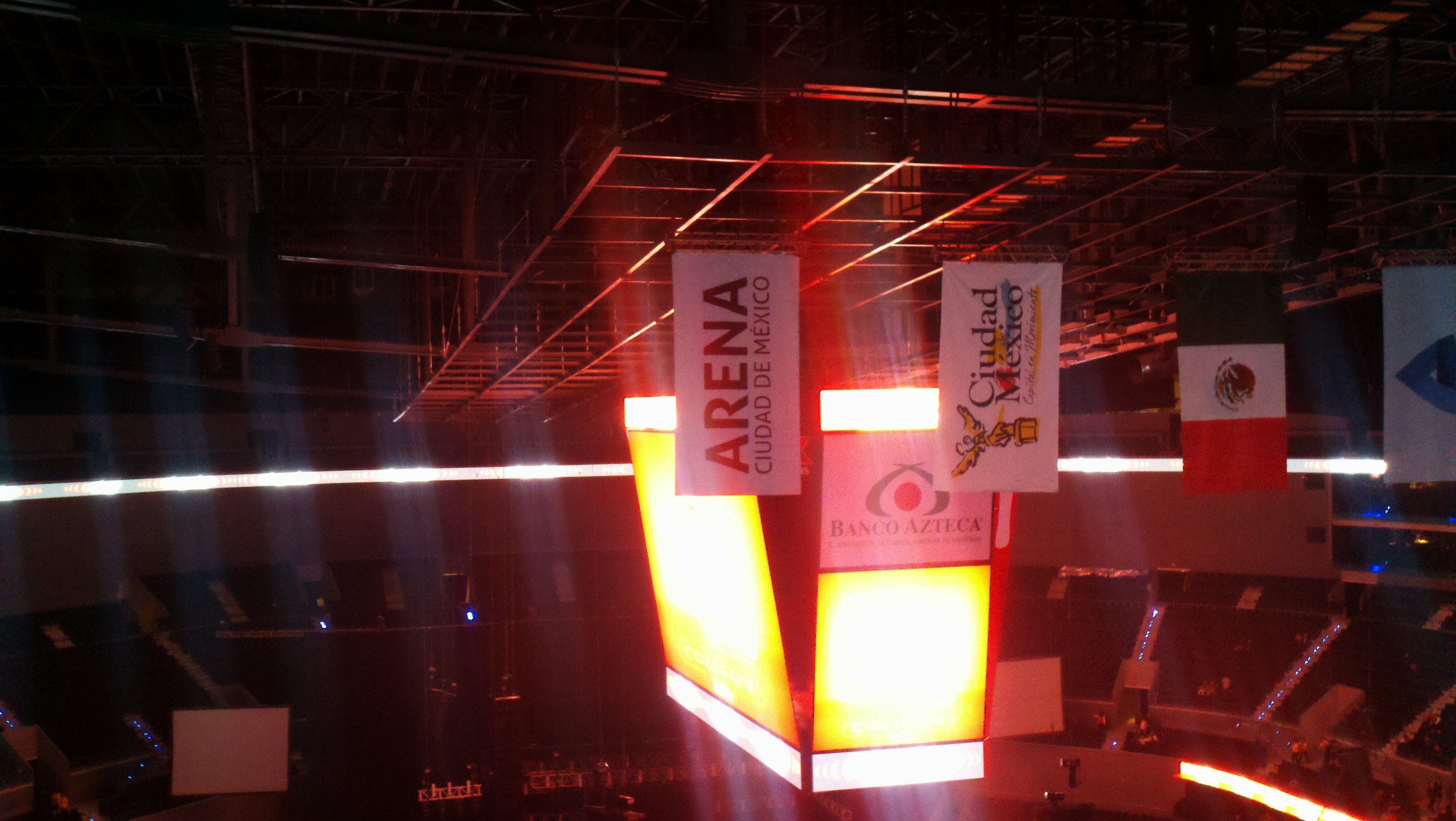
Binnen LED-scherm
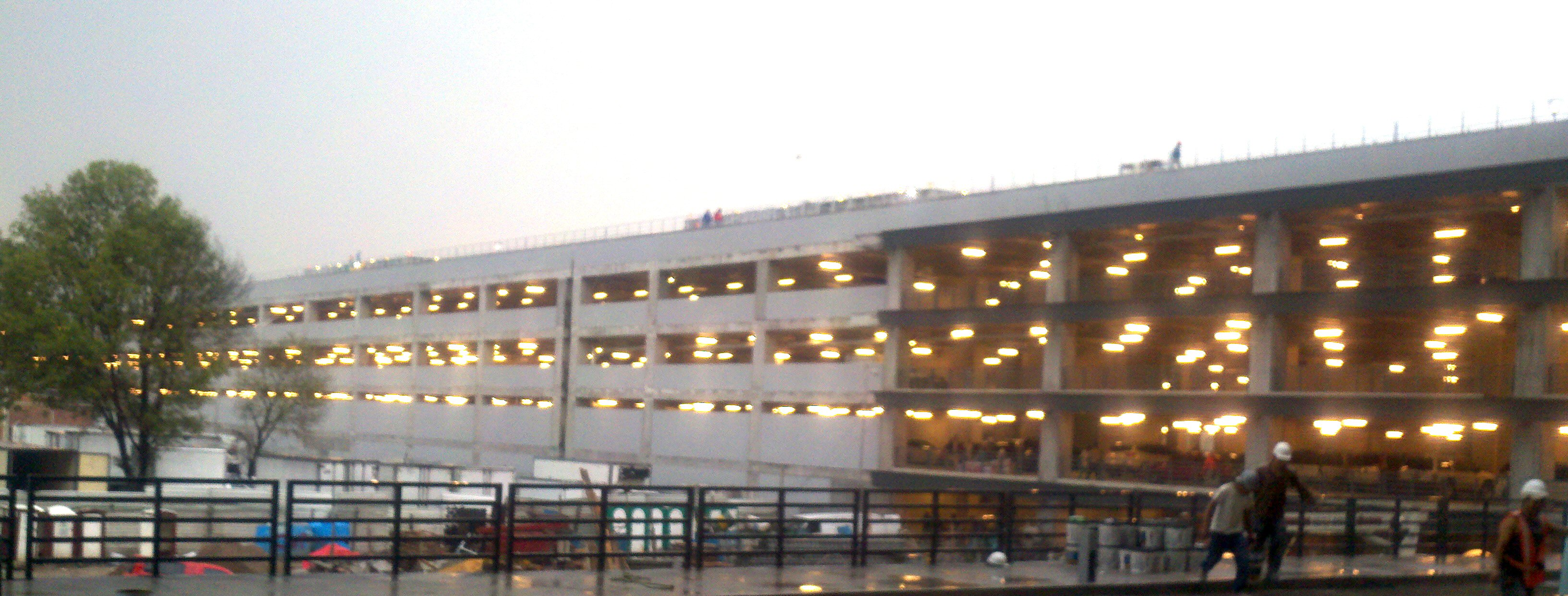
Parkeerplaats
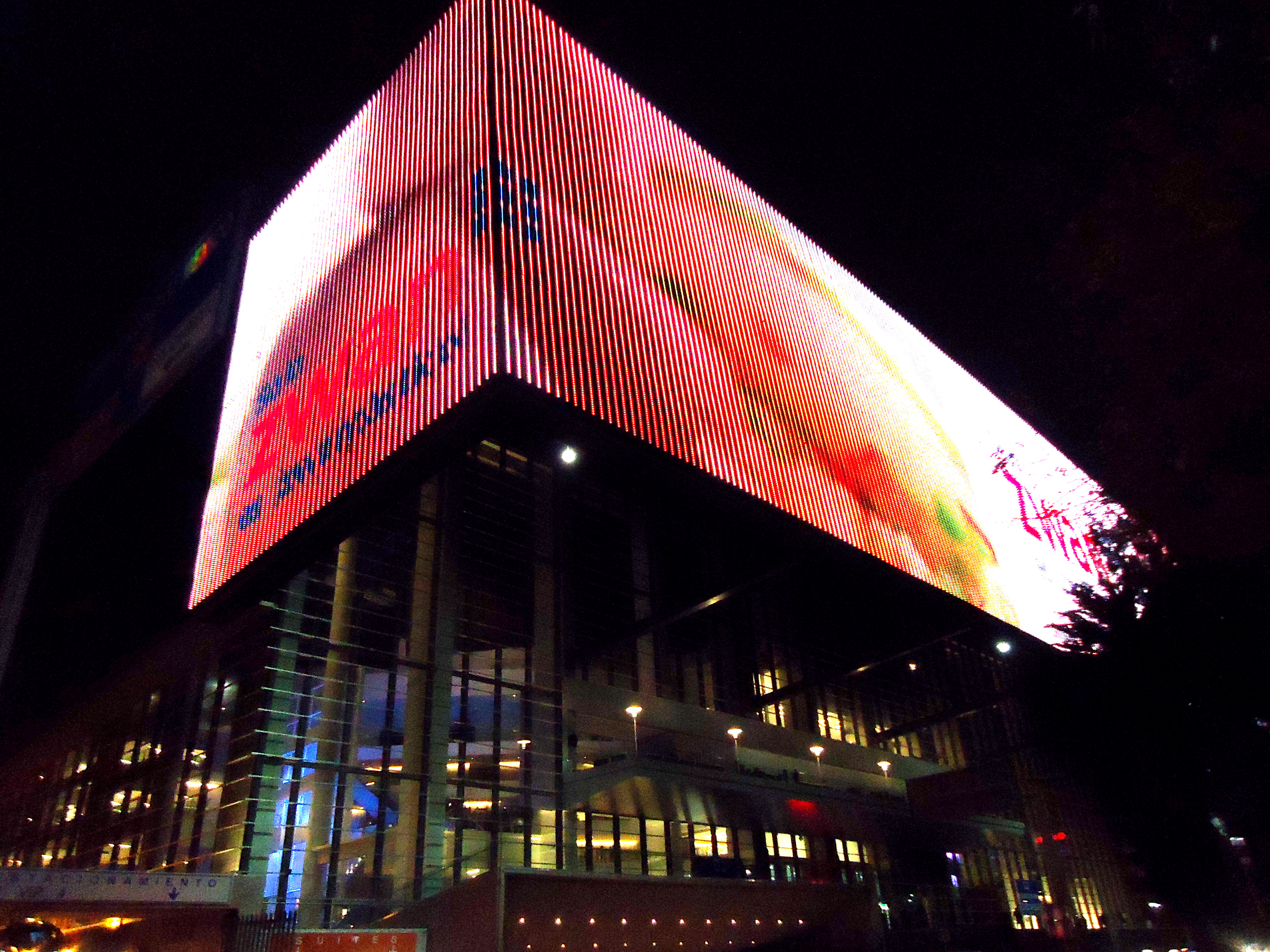
Het LED-scherm buiten van de Mexico City Arena 's nachts